# Raw 이미지 포맷
카메라 RAW 이미지 파일은 디지털 카메라, 영화 필름 스캐너 또는 다른 이미지 스캐너의 이미지 센서에서 처리되지 않거나 최소한으로 처리된 데이터를 포함한다. RAW 파일은 아직 처리되지 않았고 잠재적으로 중복되는 많은 양의 데이터를 포함하기 때문에 그렇게 불린다. 일반적으로 이미지는 넓은 색역 내부 색 공간에서 RAW 변환기에 의해 처리되며, 여기에서 저장, 인쇄 또는 추가 조작을 위해 변환되기 전에 JPEG 또는 PNG와 같은 볼 수 있는 파일 형식으로 정밀한 조정을 할 수 있다. 디지털 이미지 캡처 장비의 다양한 제조업체에서 수십 가지의 RAW 형식이 사용된다.

## 근거
RAW 이미지 파일은 때때로 "디지털 네거티브"라고 불린다. 투명 필름과 달리 네거티브 필름과 달리 RAW 이미지 픽셀은 양수 노출 측정값을 포함한다. RAW 데이터 세트는 잠상과 더 유사하다. 즉, RAW 이미지는 RGB 또는 다른 볼 수 있는 색 공간에서 모든 픽셀을 해결하는 완전한 이미지에 도달하기 위해 소프트웨어에 의해 비가역적인 방식으로 개발될 수 있다. RAW 개발 조정에는 색상, 대비, 밝기 및 디테일 복구가 포함된다. 주어진 RAW 데이터 세트는 다른 조정으로 여러 번 개발될 수 있다.
대조적으로, 노출된 필름을 현상하는 것은 되돌릴 수 없는 변화를 일으킨다. 따라서 동일한 노출된 필름에서는 현상을 반복할 수 없다. 필름이 네거티브인 경우, 인쇄 과정에서 이미지를 양수로 반전시켜야 한다.
네거티브 사진 필름과 마찬가지로, RAW 디지털 이미지는 양수 인쇄물보다 더 넓은 동적 범위 또는 색 색역을 가질 수 있다. 현상 후의 물리적 필름과 달리, RAW 파일은 노출 시 캡처된 정보를 보존한다. RAW 이미지 형식의 목적은 센서에서 얻은 데이터를 정보 손실을 최소화하면서 저장하는 것이다.
RAW 이미지 형식은 장면의 방사 측정 특성, 즉 장면의 빛 강도 및 색상에 대한 물리적 정보를 카메라 센서 성능을 최대한 활용하여 캡처하도록 의도되었다. 대부분의 RAW 이미지 파일 형식은 예상되는 최종 이미지의 점이 아닌 센서의 개별 광수신 요소(때로는 화소라고도 함)의 기하학적 구조에 따라 감지된 정보를 저장한다. 예를 들어, 육각형 요소 변위를 가진 센서는 육각형으로 변위된 각 셀에 대한 정보를 기록하며, 디코딩 소프트웨어는 "디지털 현상" 중에 이 정보를 직사각형 기하학적 구조로 변환한다.

## 파일 내용
RAW 파일에는 카메라 센서 데이터에서 볼 수 있는 이미지를 생성하는 데 필요한 정보가 포함되어 있다. RAW 파일의 구조는 종종 공통된 패턴을 따른다.
- 파일의 엔디언 바이트 순서, 파일 식별자, 주 파일 데이터에 대한 오프셋을 포함하는 짧은 파일 헤더
- 센서의 크기, 색 필터 배열의 속성 및 색 프로파일을 포함하여 센서 이미지 데이터를 해석하는 데 필요한 카메라 센서 메타데이터
- 모든 CMS 환경 또는 데이터베이스에 포함될 수 있는 이미지 메타데이터. 여기에는 노출 설정, 카메라/스캐너/렌즈 모델, 촬영/스캔 날짜(선택 사항으로 장소), 저작 정보 등이 포함된다. 일부 RAW 파일은 Exif 형식의 데이터가 있는 표준화된 메타데이터 섹션을 포함한다.
- 이미지 섬네일
- 대부분의 RAW 파일에는 카메라 LCD 패널에서 파일을 미리 보는 데 사용되는 전체 크기 JPEG 변환이 포함된다.
- 영화 필름 스캔의 경우, 스캔된 릴의 프레임 시퀀스를 나타내는 파일 시퀀스 내의 타임코드, 키코드 또는 프레임 번호. 이 항목은 파일이 프레임 시퀀스에 정렬될 수 있도록 한다(파일 이름에 의존하지 않고).
- 센서 이미지 데이터

IIQ (페이즈 원), 3FR (핫셀블라드), DCR, K25, KDC (코닥), CRW, CR2, CR3 (캐논), ERF (세이코 엡손), MEF (마미야 (기업)), MOS (Leaf), NEF NRW (니콘), ORF (올림푸스), PEF (펜탁스), RW2 (파나소닉 홀딩스), ARW, SRF, SR2 (소니그룹)를 포함한 많은 RAW 파일 형식은 TIFF, 즉 태그 이미지 파일 형식을 기반으로 한다. 이러한 파일은 비표준 파일 헤더 사용, 추가 이미지 태그 포함, 일부 태그 데이터 암호화 등 여러 면에서 TIFF 표준에서 벗어날 수 있다.
DNG, 즉 어도비 디지털 네거티브 형식은 TIFF 6.0 형식의 확장이며 TIFF/EP와 호환되며, Exif 메타데이터, XMP 메타데이터, IPTC 메타데이터, CIE XYZ 좌표, ICC 프로파일, JPEG를 포함한 다양한 개방형 표준을 사용한다.

### 센서 이미지 데이터
디지털 사진에서 RAW 파일은 필름 사진에서 사진 필름이 하는 역할을 한다. 따라서 RAW 파일은 카메라의 이미지 센서 화소 각각에서 읽어낸 전체 동적 범위(일반적으로 12비트 또는 14비트) 데이터를 포함한다.
카메라 센서에는 거의 예외 없이 베이어 필터와 같은 색 필터 배열(CFA)이 덮여 있으며, 이는 일반적으로 빨강, 초록, 파랑, (두 번째) 초록 필터로 구성된 2x2 행렬의 모자이크이다.
베이어 필터의 한 변형은 소니 사이버샷 DSC-F828의 RGBE 필터로, RG 행의 초록색을 "에메랄드"
(청록
또는 시안
색상)으로 교체했다. 포베온 X3 센서와 같은 다른 센서는 RGB 형태로 직접 정보를 캡처한다(각 위치에 세 개의 픽셀 센서 사용). 이 RGB RAW 데이터는 이미지 파일을 만들기 위해 여전히 처리되어야 하는데, 이는 RAW RGB 값이 센서의 응답에 해당하며 sRGB와 같은 표준 색 공간에 해당하지 않기 때문이다. 색 필터 배열이 없으므로 디모자이킹이 필요 없다.
평판 및 필름 스캐너 센서는 일반적으로 이미지 위를 스캔하는 직사각형의 좁은 RGB 또는 RGBI("I"는 자동 먼지 제거를 위한 추가 적외선 채널을 의미) 스트립이다. HDRi RAW 데이터 형식은 적외선 청소에 사용될 수 있는 적외선 RAW 데이터를 추가 16비트 채널로 저장할 수 있다. RAW 파일에 대한 나머지 논의도 이에 해당한다. 일부 스캐너는 속도 절충으로 호스트 시스템이 RAW 데이터에 전혀 액세스하지 못하게 한다. RAW 데이터는 스캐너 내부에서 매우 빠르게 처리되어 사용 가능한 동적 범위의 최적 부분을 선택하며, 결과만 영구 저장을 위해 컴퓨터로 전달되어 전송되는 데이터 양과 이미지 처리 속도에 따른 대역폭 요구 사항을 줄인다.

### RAW 변환기
파나소닉의 RAW 변환기는 LX3와 같은 카메라의 기하학적 왜곡 및 색수차를 수정하며, 필요한 보정 정보는 RAW 파일에 포함되어 있을 것으로 추정된다. 페이즈 원의 RAW 변환기인 Capture One은 또한 기하학적 왜곡, 색수차, 보라색 프린징 및 틸트-시프트의 시프트 기능을 소프트웨어와 특별히 설계된 하드웨어에서 모방하는 키스톤 보정을 100가지 이상의 다른 카메라의 대부분 RAW 파일에 제공한다. 캐논의 DPP 애플리케이션도 마찬가지로, 모든 EOS DSLR과 G 시리즈 컴팩트 카메라와 같은 더 비싼 카메라에 대해서는 그러하다.
RAW 파일에서 이미지를 얻으려면 이 데이터 모자이크를 표준 RGB 형식으로 변환해야 한다. 이를 흔히 "RAW 현상"이라고 한다.
네 센서 2x2 베이어 매트릭스 RAW 형식에서 RGB 픽셀로 변환할 때, 각 픽셀은 부분적인 색상 데이터만 포함하므로 나머지 색상 데이터는 주변 픽셀에서 보간된다. 이를 달성하기 위해 여러 알고리즘이 사용된다. 선형 보간과 같은 간단한 알고리즘은 색상 아티팩트와 블러링을 초래한다.
RAW 형식 데이터를 사용할 수 있는 경우, 3개의 별도 이미지(하나의 노출 부족, 하나의 올바른, 하나의 노출 과다)를 캡처하여 "오버레이"하는 다중 노출 HDI 접근 방식에 대한 간단한 대안으로 고동적 범위 이미징 변환에 사용할 수 있다.

### 표준화
RAW 파일 내용에 대한 상세하고 간결한 설명은 매우 문제가 많다. 단일 RAW 형식은 없으며, 형식은 유사하거나 근본적으로 다를 수 있다. 다양한 제조업체는 자체 독점적이며 일반적으로 문서화되지 않은 형식을 사용하며, 이를 통틀어 RAW 형식이라고 한다. 종종 그들은 카메라 모델마다 형식을 변경하기도 한다. 니콘, 캐논, 소니를 포함한 여러 주요 카메라 제조업체는 타사 도구가 파일에 액세스하는 것을 방지하기 위해 파일의 일부를 암호화한다.
이러한 산업 전반의 일관성 없는 형식 상황은 소중한 RAW 사진이 언젠가 접근 불가능하게 될까 봐 걱정하는 많은 사진작가들의 우려를 낳았다. 컴퓨터 운영 체제와 소프트웨어 프로그램이 구식이 되고 버려진 RAW 형식이 새로운 소프트웨어에서 제외되기 때문이다. RAW 이미지 형식을 디코딩하는 고품질 오픈 소스 소프트웨어, 특히 dcraw의 가용성은 이러한 우려를 완화하는 데 도움이 되었다. 마이클 라이히만과 위르겐 슈페히트의 에세이는 "두 가지 해결책이 있다. 카메라 산업이 A: RAW 형식의 과거, 현재, 미래에 대한 공개 문서를 채택하거나, 더 가능성이 높은 B: 보편적인 RAW 형식의 채택"이라고 밝혔다. "미국 의회 도서관 컬렉션을 위한 계획"은 일반 RAW 파일 형식을 "덜 바람직한 파일 형식"으로, DNG를 제안된 대안으로 식별한다.
| 이름                            | 날짜 | 사양 사용 가능 여부? | 설명 |
| ------------------------------- | ---- | -------------------- | --- |
| TIFF/EP                         | 2001 | 예, ISO 12234-2      | TIFF에 RAW 및 처리된 이미지를 저장하기 위한 기본 프레임워크를 정의한다. 많은 다른 RAW 형식의 기반이 된다. 예를 들어, 니콘 NEF는 본질적으로 NEF이며, 기반이 되는 TIFF/EP 버전을 식별하는 태그를 포함한다.                               |
| 디지털 네거티브 (DNG)           | 2004 | 예, 어도비 제공      | TIFF/EP의 확장으로, 카메라 특성에 대한 정보를 추가한다. 로열티가 없다. DNG에 대한 진행은 TIFF/EP에 반영되었다. 2009년 9월 TIFF/EP 진행 보고서에 따르면 "이 형식은 개발의 시작점으로 사용되는 DNG 1.3과 유사할 것"이라고 명시되어 있다. |
| 캐논 RAW v2 (CR2)               | 2005 | 역공학               | TIFF 및 무손실 Jpeg ITU-T81 기반. |
| 캐논 RAW v3 (CR3)               | 2018 | 역공학               | 사용자 지정 태그와 사용자 지정 "crx" 코덱이 있는 ISO 기본 미디어 파일 형식 컨테이너를 사용한다. |
| 소니 RAW (SRF, SR2, ARW 및 ARQ) | 2004 | 역공학               | TIFF 컨테이너 기반으로, 독점 Makernote 필드를 사용한다. 버전에 따라 비압축, 독점 손실 압축 또는 JPEG 무손실 압축일 수 있다. |

DNG는 업계 전체의 참여를 모색하고 있는 유일한 RAW 이미지 형식이다. 이 형식은 ISO 표준 RAW 이미지 형식인 ISO 12234-2, TIFF/EP를 기반으로 하며 호환되며, ISO는 이 표준의 개정판에 DNG를 사용하고 있다. 소프트웨어 회사로부터 지원을 받기 어려울 수 있는 "틈새 시장" 카메라 제조업체는 종종 DNG를 기본 RAW 이미지 형식으로 사용한다. 펜탁스는 자사의 RAW 이미지 형식의 선택적 대안으로 DNG를 사용한다. 라이카, 삼성, 리코, 펜탁스, 핫셀블라드를 포함한 영화 카메라 전문 회사까지 포함하여 15개 이상의 그러한 회사가 있다. 또한, 대부분의 캐논 포인트 앤 샷 카메라는 CHDK를 사용하여 DNG를 지원할 수 있으며, Better Light는 DNG로 내보낼 수 있다. 오픈 소스 개발자들도 DNG를 사용한다.

## 처리
카메라의 이미지 센서에서 출력된 이미지를 보거나 인쇄하려면 장면을 사진으로 렌더링하도록 처리한 다음, 비압축 RGB TIFF 또는 JPEG와 같이 손실 압축된 래스터 그래픽스 형식으로 저장해야 한다. 이 처리는 카메라 내에서 수행되거나 나중에 RAW 파일 변환기에서 수행되든 관계없이 일반적으로 다음과 같은 여러 작업을 포함한다.
- 디코딩 – RAW 파일의 이미지 데이터는 일반적으로 압축을 위해 인코딩되지만, 종종 난독화를 위해서도 인코딩된다(예: 캐논[32] 또는 니콘 카메라의 RAW 파일).[33]
- 디모자이킹 – 색 필터링된 이미지 센서에서 수신된 부분 RAW 데이터를 색상 픽셀 매트릭스로 보간하는 과정.
- 불량 화소 제거 – 알려진 불량 위치의 데이터를 근처 위치에서 보간하여 대체
- 화이트 밸런스 – 사진 촬영에 사용된 빛의 색온도 보정
- 노이즈 감소 – 작은 변동을 제거하여 디테일과 부드러움 사이의 균형 조절
- 색 변환 – 이미지 센서의 스펙트럼 감도로 정의된 카메라 고유의 색 공간에서 출력 색 공간(일반적으로 JPEG의 경우 sRGB)으로 변환
- 톤 재현[34][35] – 카메라 센서에 의해 캡처되고 RAW 파일에 저장된 장면 휘도(일반적으로 10비트 이상의 동적 범위)는 저동적 범위 모니터 또는 인쇄물에서 보기 좋게 그리고 올바르게 표시되도록 렌더링되어야 한다. 톤 재현 렌더링은 종종 별도의 톤 매핑 및 감마 압축 단계를 포함한다.
- 이미지 압축 – 예를 들어 JPEG 압축

디모자이킹은 CFA 센서에만 수행된다. 3CCD 또는 포베온 X3 센서에는 필요하지 않다.
카메라와 이미지 처리 소프트웨어는 이미지 품질을 향상시키기 위해 다음과 같은 추가 처리를 수행할 수도 있다.
- 체계적인 노이즈 제거 – 바이어스 프레임 빼기 및 플랫 필드 보정
- 다크 프레임 빼기
- 광학 보정 – 렌즈 왜곡, 비네팅, 색수차 및 색 프린징 보정
- 대비 조작
- 언샤프 마스킹을 통한 시력 향상
- 동적 범위 압축 – 하이라이트 영역을 날리지 않고 그림자 영역을 밝게 함

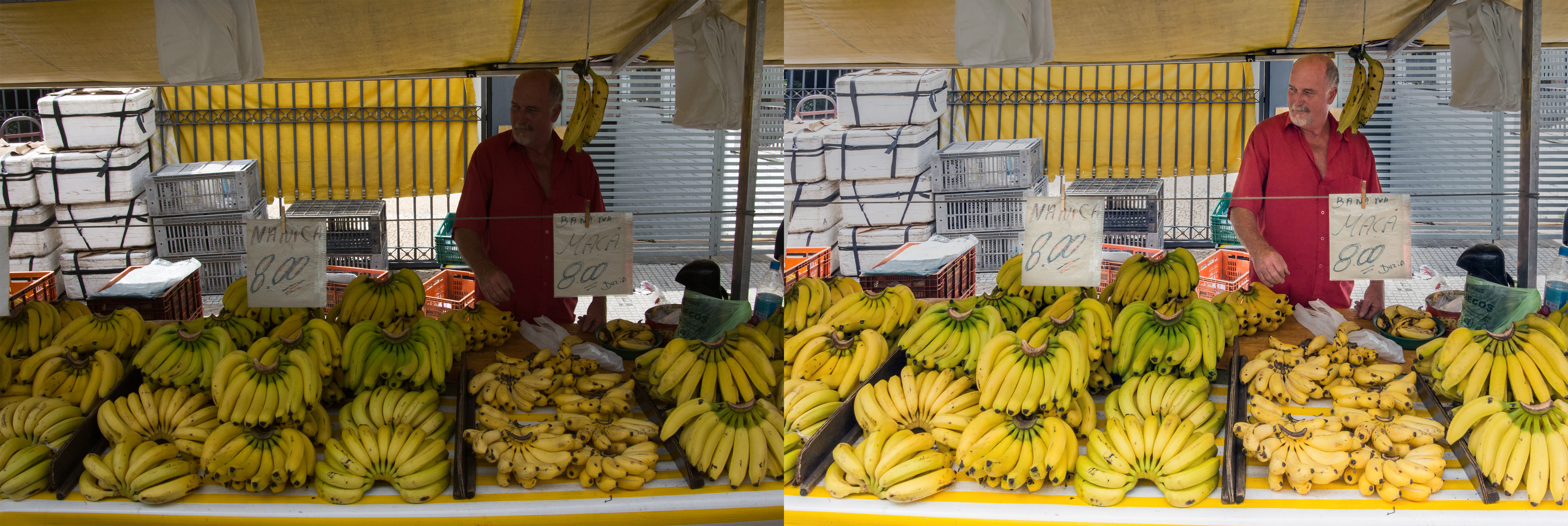
RAW 파일(왼쪽)에서 레벨 도구(오른쪽)를 사용하여 하이라이트 및 그림자 세부 사항을 복구하기 전의 모습

카메라가 RAW 파일을 저장할 때 대부분의 처리를 연기한다. 일반적으로 수행되는 유일한 처리는 불량 화소 제거이다(DNG 사양은 파일을 생성하기 전에 불량 화소를 제거해야 한다고 요구한다). 일부 카메라 제조업체는 RAW 파일을 저장하기 전에 추가 처리를 수행한다. 예를 들어, 니콘은 천체 사진가들에게 RAW 파일을 저장하기 전에 노이즈 감소를 적용한다는 비판을 받았다.
일부 RAW 형식은 비선형 양자화도 허용한다. 이 비선형성은 이미지에서 보이지 않고 관련 없는 정보를 제거하여 이미지의 가시적 품질 저하를 줄이면서 RAW 데이터를 파괴적으로 압축할 수 있도록 한다. 노이즈는 버려지지만, 이는 (가시적) 노이즈 감소와는 관련이 없다.

### 이점
거의 모든 디지털 카메라는 센서의 이미지를 화이트 밸런스, 색 채도, 대비, 선명도 설정을 사용하여 TIFF 이미지로 처리할 수 있다. 이러한 설정은 자동으로 선택되거나 사진을 찍기 전에 사진가가 입력한다. RAW 파일을 생성하는 카메라는 이러한 설정을 파일에 저장하지만 처리는 연기한다. 이는 사진가에게 추가 단계를 의미하므로 RAW는 일반적으로 추가 컴퓨터 처리가 의도될 때만 사용된다. 그러나 RAW는 TIFF에 비해 다음과 같은 많은 이점이 있다.
- 일반적으로 지원되는 TIFF 이미지보다 훨씬 더 많은 색조를 제공한다. RAW 파일은 채널당 12비트 또는 14비트의 강도 정보(4096-16384 단계)를 가지며, TIFF의 감마 압축된 일반적으로 8비트(256 단계)와 비교된다.
- 더 높은 이미지 품질. 픽셀 값(대부분의 이미지에 대해 RGB 형식)을 생성하는 데 사용되는 모든 계산(예: 감마 보정 적용, 디모자이킹, 화이트 밸런스, 명도, 대비 등)이 기본 데이터에 대해 한 단계로 수행되므로 결과 픽셀 값은 더 정확하고 포스터리제이션이 적게 나타난다.
- 선명화 및 노이즈 감소를 포함한 카메라 처리의 불필요한 단계 우회
- JPEG 이미지는 일반적으로 손실 압축 형식을 사용하여 저장된다(단, 현재는 무손실 JPEG 압축이 가능하다). RAW 형식은 일반적으로 비손실 압축 또는 고품질 손실 압축을 사용한다.
- 더 정밀한 제어. RAW 변환 소프트웨어는 사용자가 더 많은 매개변수(예: 밝기, 화이트 밸런스, 색상, 채도 등)를 조작할 수 있도록 하며, 더 큰 가변성을 제공한다. 예를 들어, 화이트 포인트를 "주광" 또는 "백열"과 같은 불연속적인 사전 설정 값뿐만 아니라 원하는 어떤 값으로도 설정할 수 있다. 또한 사용자는 일반적으로 이러한 매개변수를 조정하는 동안 미리보기를 볼 수 있다.
- 색 공간은 원하는 대로 설정할 수 있다.
- 카메라에 코딩된 것뿐만 아니라 다른 디모자이킹 알고리즘을 사용할 수 있다.
- RAW 파일의 내용은 변환된 결과보다 더 많은 정보와 잠재적으로 더 높은 품질을 포함하며, 변환된 결과에서는 렌더링 매개변수가 고정되고, 색역이 잘리며, 양자화 및 압축 아티팩트가 있을 수 있다.
- 극적으로 노출 부족인 사진의 노출을 증가시키는 것과 같은 데이터의 큰 변환은 이미 렌더링된 이미지 파일에서 수행하는 것보다 RAW 데이터에서 수행할 때 가시적인 아티팩트가 적게 발생한다. RAW 데이터는 포스터리제이션과 같은 가시적인 결함이 있는 이미지를 생성하지 않고 수정 및 예술적 조작을 위한 더 많은 여지를 남긴다.
- RAW 이미지 파일에 대한 모든 변경 사항은 비파괴적이다. 즉, 렌더링을 제어하는 메타데이터만 변경되어 다른 출력 버전을 만들고 원본 데이터는 변경되지 않은 채로 남는다.
- 어느 정도 RAW 형식 사진은 HDRI 기술을 사용할 필요를 없애고, 대부분의 TIFF 또는 다른 8비트 표현으로 자동 매핑하는 프로세스에 비해 장면 강도 범위를 출력 톤 범위로 매핑하는 것에 대한 훨씬 더 나은 제어를 허용한다.

### 단점
- 카메라 RAW 파일 크기는 일반적으로 JPEG보다 2~6배 크지만,[40] 비압축 RAW 파일은 8BPC 비압축 TIFF 크기의 약 절반이다. 이는 많은 RGB 데이터가 외삽되기 때문이다.[41] 덜 압축된 RAW 형식을 사용하면 JPEG에 내재된 압축 아티팩트를 피할 수 있지만, 주어진 메모리 카드에는 더 적은 이미지가 저장될 수 있다. 그러나 현대 메모리 카드의 큰 용량과 저렴한 가격은 이러한 단점을 완화한다. 연사 모드 촬영은 파일 크기가 커서 속도가 느려지고 길이가 짧아지는 경향이 있다.
- 대부분의 RAW 형식은 이미지 품질에 영향을 주지 않고 파일 크기를 줄이기 위해 비손실 압축을 구현한다. 그러나 일부 다른 형식은 이미지 데이터에 양자화 및 필터링이 수행되는 손실 압축을 사용한다.[38][39] 소니의 손실 11+7비트 RAW 데이터 델타 압축은 특정 조건에서 포스터리제이션을 유발한다.[42] 일부 니콘 카메라는 사진작가들이 RAW 이미지에 대해 무압축, 무손실 압축 또는 손실 압축 중에서 선택할 수 있도록 한다. Red Digital Cinema Camera Company는 해상도와 프레임 속도에 따라 3:1에서 18:1까지의 압축률을 가진 .r3d Redcode Raw를 도입했다.[43]
- 표준 RAW 이미지 형식(ISO 12234-2, TIFF/EP)은 널리 받아들여지지 않는다. 새로운 표준 형식의 잠재적 후보인 DNG는 많은 주요 카메라 회사에서 채택되지 않았다. (위 "표준화" 섹션 참조). 수많은 다른 RAW 형식이 현재 사용되고 있으며 새로운 RAW 형식이 계속 등장하고, 다른 형식은 버려지고 있다.[44]
- 표준 RAW 형식의 광범위한 채택 부족으로 인해 JPEG 또는 TIFF와 같은 표준화된 형식보다 RAW 파일을 열려면 더 전문화된 소프트웨어가 필요할 수 있다. 소프트웨어 개발자는 최신 카메라의 RAW 형식을 지원하기 위해 제품을 자주 업데이트해야 하지만 동적 연결된 오픈 소스 라이브러리(예: dcraw)는 이를 더 쉽게 만든다.
- 이미지 워크플로에 소요되는 시간은 RAW와 바로 사용 가능한 이미지 형식 중 하나를 선택할 때 중요한 요소이다. 최신 사진 편집 소프트웨어로 RAW 이미지를 처리하는 데 필요한 추가 시간이 크게 줄어들었지만, 여전히 카메라 내 JPEG 또는 전처리된 TIFF를 사용하는 것과 비교할 때 워크플로에서 추가 단계가 필요하다.

## 소프트웨어 지원
RAW 파일을 지원하는 카메라는 일반적으로 RAW 이미지 데이터를 표준 RGB 이미지로 변환하기 위한 사유 소프트웨어와 함께 제공된다. 다른 처리 및 변환 프로그램 및 플러그인은 카메라 제조업체로부터 기술을 라이선스 받았거나 특정 RAW 형식을 역공학하여 자체 처리 알고리즘을 제공한 공급업체에서 제공한다.

### 운영 체제 지원

#### 애플 macOS 및 iOS
2005년 1월, 애플은 아이포토 5를 출시하여 많은 RAW 파일 형식을 보고 편집하는 기본적인 지원을 제공했다.
2005년 4월, 애플의 OS X 10.4는 운영 체제의 ImageIO 프레임워크에 RAW 지원을 도입하여 애플 자체 애플리케이션(예: macOS의 PDF 및 이미지 보기 애플리케이션인 Preview, 전문가용 사진 후처리 소프트웨어 패키지인 Aperture)과 ImageIO 프레임워크를 사용하는 모든 타사 애플리케이션에서 RAW 지원을 자동으로 활성화했다.
macOS에 대한 반정기적인 업데이트는 일반적으로 카메라 제조업체가 그 사이 몇 달 동안 도입한 새로운 RAW 형식에 대한 업데이트된 지원을 포함한다.
2016년 애플은 iOS 10이 선택된 하드웨어에서 RAW 이미지 캡처를 허용하고 타사 애플리케이션이 운영 체제의 코어 이미지 프레임워크를 통해 RAW 이미지를 편집할 수 있도록 할 것이라고 발표했다.
2020년에 애플은 아이폰 12 프로와 아이폰 12 프로 맥스를 출시했다. 이 두 장치 모두 애플 ProRAW(iOS 16.0.3 기준) 출력을 지원하고 볼 수 있다. 이후 프로 및 프로 맥스 모델도 ProRAW 출력을 제공한다. 실제로 두 가지 RAW 캡처 옵션이 제공된다: 전통적인 "베이어 RAW"와 애플의 "ProRAW" 모두 12비트 DNG 형식이다. ProRAW 옵션은 디모자이크되고 부분적으로 처리된다. HDR, 딥 퓨전 또는 야간 모드와 함께 사용할 수 있으며, 이는 베이어 RAW에서는 불가능하다. 내부 데이터는 "진정한" RAW 이미지처럼 장면 참조 상태로 유지된다.

#### 마이크로소프트 윈도우

##### 윈도우 카메라 코덱 팩
마이크로소프트는 윈도우 XP 및 이후 버전의 마이크로소프트 윈도우용 무료 윈도우 카메라 코덱 팩을 제공하여 RAW 파일 보기 및 인쇄를 일부 마이크로소프트 윈도우 도구에 통합한다. 코덱은 윈도우 비스타 및 윈도우 7에서 윈도우 탐색기 / 파일 탐색기 및 윈도우 라이브 사진 갤러리 / 윈도우 사진 갤러리에서 다양한 특정 카메라의 RAW 파일을 기본적으로 볼 수 있도록 한다. 2016년 10월 현재, 마이크로소프트는 2014년 4월 이후 업데이트된 버전을 출시하지 않았으며, 이 버전은 캐논, 카시오, 엡손, 후지필름, 코닥, 코니카 미놀타, 라이카, 니콘, 올림푸스, 파나소닉, 펜탁스, 삼성, 소니 등 다음 제조업체의 특정 카메라를 지원했다. 2019년에 마이크로소프트 RAW 이미지 확장 기능은 윈도우 10 및 이후 버전에서 이를 실질적으로 대체했다.

##### RAW 이미지 확장
마이크로소프트는 2019년부터 윈도우 10 및 이후 버전의 마이크로소프트 윈도우용 무료 RAW 이미지 확장 기능을 제공하여 RAW 파일 보기 및 인쇄를 일부 마이크로소프트 윈도우 도구에 통합한다. 이 확장 기능은 윈도우 탐색기 / 파일 탐색기 및 Microsoft Photos에서 많은 중급 및 고급 디지털 카메라의 RAW 파일을 기본적으로 볼 수 있도록 한다.

##### 윈도우 이미징 컴포넌트 (WIC)
마이크로소프트 윈도우는 윈도우 이미징 컴포넌트 (WIC) 코덱 표준을 지원한다. WIC는 윈도우 XP 서비스 팩 2용 독립 실행형 다운로드 프로그램으로 제공되었으며, 윈도우 XP 서비스 팩 3, 윈도우 비스타 및 이후 버전에 내장되었다. 윈도우 탐색기/파일 탐색기 및 윈도우 라이브 사진 갤러리/윈도우 사진 갤러리는 필요한 WIC 코덱이 설치된 RAW 형식을 볼 수 있다. 캐논, 니콘, 소니, 올림푸스 및 펜탁스는 카메라용 WIC 코덱을 출시했지만, 일부 제조업체는 마이크로소프트 윈도우의 32비트 버전에만 코덱 지원을 제공한다.
상업용 DNG WIC 코덱은 Ardfry Imaging 등에서도 사용할 수 있으며, FastPictureViewer Professional은 WIC 지원 이미지 디코더 세트를 설치한다.

#### 안드로이드
2014년 말에 출시된 안드로이드 롤리팝 5.0은 스마트폰이 10비트 및 16비트 RAW 이미지를 촬영할 수 있도록 하여 저조도 상황에서 유용하다. 12비트 RAW는 API 레벨 23 (안드로이드 6.0)에서 도입되었다.

### 자유 및 오픈 소스 소프트웨어
- 다크테이블은 리눅스, macOS, 마이크로소프트 윈도우 및 기타 오픈 유닉스 유사 운영 체제를 위한 RAW 워크플로 도구이다. 이 소프트웨어는 기본 32비트 부동 소수점 처리와 플러그인 아키텍처를 특징으로 한다.
- dcraw는 대부분의 RAW 형식을 읽는 프로그램으로, 대부분의 상업용 소프트웨어에서 지원하지 않는 운영 체제(예: 유닉스)에서 실행될 수 있다. LibRaw[58]는 dcraw를 기반으로 한 API 라이브러리로, RAW 파일을 읽고 변환하는 더 편리한 인터페이스를 제공한다. HDR PhotoStudio 및 AZImage[59]는 Libraw를 사용하는 상업용 애플리케이션 중 일부이다. Jrawio는 순수 자바 코드로 작성되었으며 표준 Java Image I/O API를 준수하는 또 다른 API 라이브러리이다.
- 디지캠 (소프트웨어)은 리눅스, 마이크로소프트 윈도우 및 Mac OS X용 고급 디지털 사진 관리 애플리케이션으로, RAW 처리를 지원한다.
- ExifTool은 RAW 이미지 파일의 메타데이터 읽기, 쓰기 및 편집을 지원한다. ExifTool은 Exif, GPS, IPTC, XMP, JFIF, GeoTIFF, ICC Profile, Photoshop IRB, FlashPix, AFCP 및 ID3를 포함한 다양한 유형의 메타데이터와 많은 디지털 카메라의 메이커 노트를 지원한다.
- 이미지매직, 이미지 조작 및 변환을 위한 소프트웨어 스위트는 다양한 RAW 파일 형식을 읽는다.[60] 이미지매직은 리눅스/유닉스, Mac OS, 마이크로소프트 윈도우 및 기타 플랫폼에서 사용할 수 있다.
- LightZone은 많은 RAW 형식을 기본적으로 편집할 수 있는 사진 편집 프로그램이다. 대부분의 도구는 RAW 변환기이지만, LightZone은 사용자가 RAW 파일을 TIFF 또는 JPEG처럼 편집할 수 있도록 한다. 이 프로젝트는 2011년 9월에 중단되었지만[61] 2012년 12월에 오픈 소스 프로젝트로 복구되었다.
- Rawstudio는 RAW 형식 개발자이다.
- RawTherapee는 리눅스, OS X 및 마이크로소프트 윈도우 운영 체제를 지원하는 RAW 개발 도구이다. 기본 32비트 부동 소수점 파이프라인을 특징으로 한다.
- 샷웰 (소프트웨어)은 모든 주요 운영 체제에서 사용할 수 있는 이미지 관리 프로그램으로, RAW 이미지를 보고 편집할 수 있으며 소셜 네트워킹 업로드 기능이 내장되어 있다.
- UFRaw는 dcraw를 백엔드로 사용하는 프론트엔드이다. 김프 플러그인으로 사용할 수 있으며 대부분의 운영 체제에서 사용할 수 있다.

### 사유 소프트웨어
위에 언급된 운영 체제 지원 외에도 아래에 설명된 상업용 소프트웨어는 RAW 형식을 지원한다.

#### 전용 RAW 변환기
다음 제품은 다양한 RAW 파일을 처리하기 위한 RAW 처리 소프트웨어로 출시되었으며, 이를 주요 목적으로 한다.
- 어도비 카메라 RAW – RAW 처리를 위해 다양한 어도비 제품에서 내부적으로 사용되며, 라이트룸의 RAW 엔진으로 사용된다.[62]
- 어도비 포토샵 라이트룸
- Corel AfterShot Pro (이전에는 Bibble Pro)
- Capture One[63]
- DxO PhotoLab (이전에는 DxO Optics Pro)
- 핫셀블라드의 Phocus는 운영 체제 지원에 의존하여 핫셀블라드가 아닌 파일을 처리한다.
- Photo Ninja
- Silkypix Developer Studio
- Raw Power.[64] macOS RAW 처리 애플리케이션 및 Photos 확장 기능.

#### 기타
- ACDSee Pro는 21개 카메라 제조업체의 RAW 형식을 지원하는 사진 관리 및 편집 소프트웨어이다.[65]
- 어도비 브리지는 RAW 형식을 지원하고 변환하는 사진 관리 소프트웨어이다.
- 어도비 포토샵은 RAW 형식을 지원한다(CS2 버전부터).
- 어피니티 포토는 RAW 형식을 지원한다.
- 블랙매직 디자인 다빈치 리졸브
- DNG 뷰어는 dcraw를 기반으로 한 마이크로소프트 윈도우용 무료(32비트) 뷰어이다. 매우 간단한 뷰어는 RAW 이미지 뷰어로 설치되며 일부 무손실 작업을 지원하며 RAW 이미지를 BMP, JPEG, PNG, 또는 TIFF로 저장할 수 있다.[66]
- FastRawViewer는 Mac 및 마이크로소프트 윈도우에서 실행되는 전용 RAW 뷰어로, 현재 포베온(Foveon)을 제외한 모든 RAW 형식을 지원한다고 주장한다.[67]
- Helicon Filter는 RAW 형식을 지원한다.
- IrfanView는 RAW 파일을 지원하는 프리웨어/셰어웨어 기본 편집기이다.
- Konvertor의 RAW 형식 지원은 dcraw를 기반으로 한다.
- 페인트샵 프로는 RAW 지원을 포함하지만, 대부분의 편집기와 마찬가지로 새로운 RAW 형식이 출시될 때 프로그램 업데이트가 필요할 수 있다.
- 포토라인은 RAW 형식을 지원한다.
- 피카사 (개발 중단)는 구글의 무료 편집 및 정리 프로그램이다. 많은 RAW 형식을 읽고 표시할 수 있지만, 아이포토와 마찬가지로 피카사는 RAW 파일의 데이터를 처리하는 데 제한된 도구만 제공한다.
- Silver B&W Photo Converter[68]는 macOS에서 지원하는 RAW 파일 형식에 대한 기본적인 편집 지원을 제공한다.
- SilverFast는 RAW 형식을 지원한다.
- Utiful Photo Organizer는 RAW 형식을 지원하는 아이폰 및 아이패드용 사진 정리 앱으로, RAW 형식을 저장하고 표시할 뿐만 아니라 원본 RAW 형식으로 내보낼 수도 있다.
- Wild Media Server (UPnP, DLNA, HTTP)[69]의 RAW 형식 지원은 libraw를 기반으로 한다.
- Transloadit은 RAW 파일을 다른 형식으로 변환하는 것을 지원하는 서비스형 소프트웨어이다.[70]
- XnView의 RAW 형식 지원은 대부분 dcraw를 기반으로 한다.

## RAW 파일 확장자 및 해당 카메라 제조업체 또는 표준
- .3fr (핫셀블라드)
- .ari (Arri Alexa)
- .arw .srf .sr2 (소니그룹)
- .bay (카시오)
- .braw (블랙매직 디자인)
- .cri (Cintel)
- .crw .cr2 .cr3 (캐논)
- .cap .iiq .eip (페이즈 원)
- .dcs .dcr .drf .k25 .kdc (코닥)
- .dng (어도비 시스템즈)
- .erf (세이코 엡손)
- .fff (Imacon/핫셀블라드 RAW)
- .gpr (GoPro)
- .mef (마미야 (기업))
- .mdc (미놀타, Agfa)
- .mos (Leaf)
- .mrw (미놀타, 코니카 미놀타)
- .nef .nrw (니콘)
- .orf (올림푸스)
- .pef .ptx (펜탁스)
- .pxn (로지텍)
- .R3D (RED Digital Cinema)
- .raf (후지필름)
- .raw .rw2 (파나소닉 홀딩스)
- .raw .rwl .dng (라이카)
- .rwz (Rawzor)
- .srw (삼성그룹)
- .tco (intoPIX)
- .x3f (시그마)

## RAW 비트맵 파일
덜 일반적으로 RAW는 픽셀 색상 값만 포함하는 일반적인 이미지 파일 형식을 의미할 수도 있다. 예를 들어, "포토샵 RAW" 파일(.raw)은 위에서 아래로, 왼쪽에서 오른쪽으로 픽셀 순서의 순수한 바이트 배열을 포함한다. 이러한 파일을 다시 열 때는 치수를 수동으로 입력해야 하며, 그렇지 않으면 정사각형 이미지가 가정된다. 또한 바이트가 고정밀도의 단일 채널로 디코딩될 것인지, 또는 저정밀도의 다중 채널로 디코딩될 것인지에 대한 모호성을 바이트 배열 자체에서 결정할 수 없으므로 이 형식을 열 때 채널 크기와 채널당 비트 심도를 제공해야 한다. 단순성 때문에 이 형식은 매우 개방적이고 호환성이 높지만, 메타데이터 및 런 렝스 부호화 부족으로 제한된다. 특히 색상 관리 및 확장 색역이 중요하고 대형 이미지가 흔한 사진 및 그래픽 디자인 분야에서 그렇다.

## 같이 보기
- RAW 형식을 지원하는 카메라 목록
- RAW 오디오 형식
- OpenRAW

## 내용주
1. ↑  RAW 이미지는 볼 수 있는 이미지로부터 완벽하게 재구성될 수 없지만, 모든 디지털 작업의 전형적인 방식으로, 원본 데이터가 아닌 메모리 내 복사본에서 작업이 수행된다. 따라서 비가역적이면서도 무한히 반복 가능하다.